# Muriel Targnion
Muriel Targnion (Verviers, 18 maggio 1971) è una politica belga, membro del Partito Socialista e attuale sindaco di Verviers dal 2015.

## Biografia
Muriel Targnion ha conseguito una laurea in scienze politiche, specializzata in relazioni internazionali, presso l'Université Catholique de Louvain. Dopo gli studi, Targnion è stata assistente parlamentare di Jean-François Istasse dal 1998 al 2003 e addetto a metà tempo del gabinetto del ministro federale Yvan Ylieff dal 1998 al 1999. Dal 1999 al 2001, ha anche presieduto la divisione giovanile PS dell'arrondissement di Verviers.
Nel 2001 è diventata consigliera comunale di Verviers. Divenne assessore nel febbraio 2003, rimanendolo fino a luglio 2010. Dal 2013 al 2015, Targnion è stata la leader del partito PS nel consiglio comunale di Verviers e dal 2015 è sindaco della città.
È stata membro del Parlamento vallone e del Parlamento della comunità francofona dal 2009 al 2014. È stata anche senatrice della comunità del Senato belga dal 2010 al 2013, a seguito del quale ha dovuto rassegnare le dimissioni come assessore di Verviers. Nel 2014, è nuovamente diventata membro del Parlamento della Comunità francofona in successione a Edmund Stoffels, di lingua tedesca, gli è stato concesso di sedere nel Parlamento vallone ma non nel Parlamento della Comunità francofona. È rimasta fino al dicembre 2018, quando si è dimessa come primo successore nell'elenco PS del Parlamento vallone e ha quindi perso il suo mandato nel Parlamento della Comunità francofona.
Dal 2018, presiede il Publifin intercomunale.